# 20082 Yannlecun
20082 Yannlecun è un asteroide della fascia principale interna. Scoperto nel 1994, presenta un'orbita caratterizzata da un semiasse maggiore pari a 2,415957 UA e da un'eccentricità di 0,096081, inclinata di 7,019665° rispetto all'eclittica. Ha un periodo di rotazione di 223,245 ore.
Fa parte della famiglia di asteroidi Vesta.
È dedicato a Yann LeCun, informatico francese.